# Walter J. Kohler, Sr.
Pour les articles homonymes, voir Kohler.
Walter J. Kohler, Sr. (né le 3 mars 1875 et mort le 21 avril 1940) est un homme politique et homme d'affaires américain. Président de la compagnie fondée par son père de 1905 à 1937, il est gouverneur du Wisconsin de 1929 à 1931.